# 樊準 (明朝)
樊準（15世紀—16世紀），字曰式，江西南昌府南昌縣籍，進賢縣人，明朝政治人物。

## 生平
樊準是正德二年（1507年）丁卯科江西鄉試舉人，授徐州知州，為政剛正廉介，不畏權勢，節省財賦，當時有宦官監督廣運倉儲，其部下放肆，他一到任就將犯法者繩之於法，餘下的人不敢再犯事；出使朝鮮宦官使者在徐州苛索，驛遞供應所費不菲，樊準得知使者挾持私物己用，於是制止。不久他被宦官誣陷被逮，州內老幼萬人哭著相送，入朝後被貶為寧州同知，恢復清白後改任台州同知，署任府事，到嘉靖六年（1527年）官至山西按察司僉事。

## 引用
1. 1 2  康熙《進賢縣志·卷十四·人物志一》：樊準，字曰式，南昌籍，正德鄉舉，知徐州廉介強立，政務節財，先是中使督廣運倉儲，其左右肆甚，準至以法繩束之無敢犯，會貢鮮中使橫索，郵傳供億不貲，準輒加裁抑被誣逮繫，老幼號泣送者萬人，抵京事白得調任，歷官山西按察司僉事。
2. ↑  康熙《進賢縣志·卷十一·選舉志一》：鄉舉……正德二年丁卯夏良勝榜……樊準 字曰式，歷山西僉事，見人物
3. ↑  《明武宗毅皇帝實錄》·卷一百六十九：（正德十三年十二月）戊辰降徐州兵備副使余祜為廣西南寧府同知，徐州知州樊凖為雲南寧州同知……
4. ↑  同治《徐州府志·卷二十一下·宦績傳》：樊準，南昌人，正德中知徐州，廉介強立、不畏權勢、政務節省，先是中貴督廣運倉儲，左右恣肆，莫敢誰何，準至一以法繩之，無敢犯者；會進鮮中使橫索，驛遞供應不貲，準廉得其所挾私物裁抑之，尋被誣逮繫，老幼號泣隨送者萬人，抵京事白得調任，厯官山東【山西】按察司僉事。
5. ↑  《明世宗肅皇帝實錄·卷八十》：（嘉靖六年九月己丑）陞翰林院修撰費懋中為湖廣按察司副使，浙江道監察御史成英為山東按察司副使，浙江台州府同知樊凖為山西按察司僉事。